# Batuhan Artarslan
Hasan Batuhan Artarslan (Trebisonda, 25 maggio 1994) è un calciatore turco, centrocampista dell'Erzurumspor FK.

## Carriera

### Nazionale
Ha esordito con la nazionale Under-21 turca il 6 ottobre 2016, in occasione della partita di qualificazione all'Europeo 2017 pareggiata per 0-0 contro i Paesi Bassi.

## Statistiche

### Cronologia presenze e reti in Nazionale
| Cronologia completa delle presenze e delle reti in nazionale ― Turchia under 21 | Cronologia completa delle presenze e delle reti in nazionale ― Turchia under 21 | Cronologia completa delle presenze e delle reti in nazionale ― Turchia under 21 | Cronologia completa delle presenze e delle reti in nazionale ― Turchia under 21 | Cronologia completa delle presenze e delle reti in nazionale ― Turchia under 21 | Cronologia completa delle presenze e delle reti in nazionale ― Turchia under 21 | Cronologia completa delle presenze e delle reti in nazionale ― Turchia under 21 | Cronologia completa delle presenze e delle reti in nazionale ― Turchia under 21 |
| Data                                                                            | Città                                                                           | In casa                                                                         | Risultato                                                                       | Ospiti                                                                          | Competizione                                                                    | Reti                                                                            | Note                                                                            |
| ------------------------------------------------------------------------------- | ------------------------------------------------------------------------------- | ------------------------------------------------------------------------------- | ------------------------------------------------------------------------------- | ------------------------------------------------------------------------------- | ------------------------------------------------------------------------------- | ------------------------------------------------------------------------------- | ------------------------------------------------------------------------------- |
| 6–10-2016                                                                       | Alkmaar                                                                         | Paesi Bassi under 21                                                            | 0 – 0                                                                           | Turchia under 21                                                                | Qual. Europeo Under-21 2017                                                     | -                                                                               |                                                                                 |
| 11-10-2016                                                                      | Adalia                                                                          | Turchia under 21                                                                | 1 – 1                                                                           | Slovacchia under 21                                                             | Qual. Europeo Under-21 2017                                                     | -                                                                               | 84’                                                                             |
| Totale                                                                          |                                                                                 | Presenze                                                                        | 2                                                                               |                                                                                 | Reti                                                                            | 0                                                                               |                                                                                 |